# Srednjovjekovna Europa
Razdoblje srednjeg vijeka u Europi trajalo je ugrubo od 11. do 16. stoljeća. To je bilo vrijeme između mračnog razdoblja i intelektualnog procvata renesanse. Tijekom tog perioda došlo je do procvata trgovine i populacijske eksplozije, a uslijedio je nastanak brojnih gradova. Narodima su još uvijek vladali kraljevi, no moćna Katolička crkva dominirala je europskom kulturom.
Srednjovjekovna Europa bila je vrijeme i prostor kontrasta: nastajala je izvrsna vjerska umjetnost, dok je većina ljudi živjela u očajnom siromaštvu.

## Seljački ustanci
Broj stanovnika u Europi značajno se smanjio nakon Crne smrti. Seljaci su morali napornije raditi, no nisu bili i bolje plaćeni. To je bio uzrok seljačkih buna u Francuskoj (1358.) i Engleskoj (1381.), a obje su bile nemilosrdno ugušene.
- Wat Tyler i seljačka buna

Tyler je sa seljacima krenuo u pohod na London da bi od Rikarda II. zatražio povećanje osobnih davanja. Njegov prvi sastanak s kraljem bio je uspješan. Kralj je obećao podići davanja, ali na njihovu drugom sastanku izbila je tuča i Tyler je ubijen.

## Kako su ljudi živjeli
Većina ljudi živjela je na selu i radila na zemlji. Dio svog prihoda dijelili su s lokalnim plemićem u zamjenu za zaštitu i stan. Životni vijek bio je mnogo kraći nego danas. Zbog čestih i nepredvidljivih epidemija kuge, smrt se prikazivala kao zloban lakrdijaš spreman uzeti bilo koga u svakom trenutku.
Obične obitelji su živjeli u kućicama koji su imali samo dvije prostorije: jednu za životinje, a drugu za ljude. Hrana se pripremala u kotlovima pomoću jednostavnog kuhinjskog pribora. Zimi je bilo teško jer se hrana nije mogla konzervirati. Loša žetva značila je da će ljudi sljedeće godine gladovati, stoga su seljani naporno radili na zemlji. Zemlja se za sjetvu pripremala plugom s konjskom vučom, a drugih pomoćnih naprava nije bilo. Sve se radilo ručno, od kopanja do žetve i striženja ovaca.

## Monarsi i država
U većini je srednjovjekovnih država monarh-obično muškarac- posjedovao zemlju. Ujedno je nastojao upravljati Crkvom pozivajući se na božansko porijeklo takve vlasti. Zbog toga su se između Crkve i Države često izbijali sukobi.
Nadareni zakonodavac i vojnik, car Svetog Rimskog Carstva Fridrik II. (1194-1250) bio je vjerski skeptik. Prepirao se s papom koji ga je izopćio zbog njegova odbijanja da krene u Svetu Zemlju u križarski pohod. Kad je Fridrik konačno stigao u Svetu Zemlju 1228. godine preuzeo je Jeruzalem diplomacijom i bez prolijevanja krvi.
- Sveti Luj

Francuski kralj Luj IX. (v. 1226-70) bio je pobožan i mirno je vladao svojim kršćanskim podanicima, no nije bio snošljiv prema nekršćanima. Njegov prvi križarski pohod u Svetu Zemlju bio je neuspješan i vratio se da bi kod kuće vodio mirnu politiku. Godine 1270. započeo je križarski pohod protiv muslimana u sjevernoj Africi. Umro je od kuge u Tunisu.
- Eleonora Akvitanska

Supruga dvojice kraljeva - francuskog kralja Luja VII. i engleskoga kralja Henrika II. i majka još dvojice, Eleonora (1122-1204) bila je jedna od najmoćniji žena svog vremena. Bila je u križarskom pohodu 1147. godine, a Henriku II donijela je u miraz velike francuske posjede. Igrala je ključnu ulogu u engleskoj vladi tijekom vladavine njezina sina Rikarda I.

## Biskupi i Crkva
, 
Crkva je bila jedna od najvećih europskih sila i vladala je mrežom nadbiskupa i biskupa., a na njenom je čelu bio papa. Ti obrazovani ljudi su vjerovali da su odgovorni za ljudske duše i da moraju nadgledati sve ljudske poslove - čak i kraljevske. 
- Samostani

Redovnici i redovnice živjeli su odvojeno, odričući se osobne imovine i živeći krjeposnim životom. No, imali su vrlo važnu ulogu u srednjovjekovnom društvu obavljajući mnoge poslove što ih danas obavlja državna vlast - primjerice obrazovanje, liječenje te njega bolesnih i nemoćnih.
- Svećenstvo

U srednjovjekovnoj Europi najstariji sin iz bogataške porodice nasljeđivao je svu imovinu svog oca. Mlađi sinovi često su se prihvaćali svetačkih redova i gradili crkvenu karijeru. Mnogi su postajali biskupi i stjecali znatnu moć. Vladari su često svećenike postavljali na moćne položaje u državi. Ta imenovanja omogućavala su utjecaj Crkve na državne poslove.

## Gradovi i trgovina
Gradovi, uglavnom osnivani oko sajmišta i luka, nicali su zbog povećanog zanimanja za trgovinu i zbog rasta stanovništva. U 14. stoljeću je 70-ak gradova u sjevernoj Europi osnovalo Hanzu radi monopola nad trgovinom u tom području.
- Novac

Zbog razvojne trgovine u srednjovjekovnoj Europi kovani novac postao je uobičajena pojava. Zlatne kovanice počele su se koristiti u 7. stoljeću. Trgovci su koristili malene vage nalik ovima i njima su vagali kovanice kako bi bili sigurni da dragocijeni metal od koga su načinjene nije izvađen.
- Gradske zidine

Većina srednjovjekovnih gradova bila je utvrđena kamenim zidinama i čvrstim stražarnicama. U vrijeme mira odbijale su pljačkaše, a u ratu neprijatelje. Carcassonne u Francuskoj još uvijek ima svoje srednjovjekovne zidine.

## Srednjovjekovna umjetnost
Najveći dio umjetničkih djela u srednjem vijeku naručivala je Crkva za ukrašavanje katedrala i samostana. Mnoga takva zdanja građena su u gotičkom stilu, s karakterističnim šiljastim lukovima. Unutar tih zdanja gotički su slikari koristili jarke i životne boje, ali nisu bili realistični.
- Kiparstvo

Katedrale su se ukrašavale kipovima likova iz Svete obitelji, biblijskim prizorima, svecima i biskupima. Veliki kipovi postali su obilježje gotičkog stila.
- Iluminacije rukopisa

U samostanima su redovnici rukom prepisivali biblijske tekstove i druge kršćanske knjige. Tekst su ukrašavali prelijepim ilustracijama i iluminirali važna slova (oslikavši ih jarkim bojama i pozlatom).
- Prozorski vitraji

Biblijski prizori oživljavani su na životopisnim prozorskim vitrajima crkava i katedrala. Slike su se izrađivale od komadića obojenog stakla međusobno spojenim olovnim okvirom. 

## Srednjovjekovna znanost
Srednjovjekovna europska znanost oslanjala se na zapise starih Grka i Rimljana. Europljani nisu još bili razvili neophodan pristup novim otkrićima kao što se to dogodilo u islamskom svijetu. Međutim, do napretka je došlo u nekim područjima: srednjovjekovni graditelji projektirali su i gradili velike građevine kao što su gotičke katedrale
- Ljekovito bilje

Srednjovjekovni liječnici su lijekove, masti i obloge pripremali od ljekovitih biljaka. Suvremeni znanstvenici analizirali su te biljke i otkrili da one sadrže ljekovite supstancije. Naprimjer, kadulja sadrži kiseline koje djeluju protiv prehlade, lavanda sadrži ulje koje djeluje na opekline i ubode.

### Odijevanje
Seljaci su bili odjeveni u jednostavnu odjeću izrađenu od vune - komotne košulje za tijelo i visoke čarape za noge. Bogatiji materijali, primjerice lan, baršun i finija vunena tkanina, bili su dostupni trgovcima i plemićima. Čizme i cipele izrađivale su se od kože kao i dodaci, primjerice pojasevi i vreće.